# المحليون (فلم)
المحليون (بالإنجليزية: The Domestics) فيلم رعب أمريكي تم عرضه في 28 يونيو 2018.

## القصة
عد انتهاء العالم، وبعد سيطرة زعماء العصابات على مقاليد الأمور، يسابق زوج وزوجة الزمن عبر المقاطعات الريفية في سبيل البحث عن الأمان والسكينة في وسط هذا العالم المتوحش، وعليهم أن يوصلوا حتى نقطة الانهيار الكامل في سبيل البقاء.

## طاقم العمل
| الاسم | الممثلين          | الدور        |
| ----- | ----------------- | ------------ |
| 1)    | تيلور هوشلين      | مارك ويست    |
| 2)    | كيت بوسورث        | نينا ويست    |
| 3)    | سونويا ميزونو     | بتسي         |
| 4)    | لانس ريديك        | ناثان وود    |
| 5)    | دافيد داستمالشيان | ويلي كننجهام |

## روابط خارجية
- مقالات تستعمل روابط فنية بلا صلة مع ويكي بيانات